# Jeanne de Fougères
Jeanne de Fougères (av. 1242-ap. 1273) dame de Fougères et de Porhoët (suo jure) est une noble bretonne, du XIIIe siècle, héritière de la maison de Fougères. Elle épouse un aristocrate de la haute noblesse poitevine en 1254 : Hugues XII de Lusignan, comte de la Marche et d'Angoulême, et transmet les importants fiefs de Fougères et du Porhoët à la maison de Lusignan.

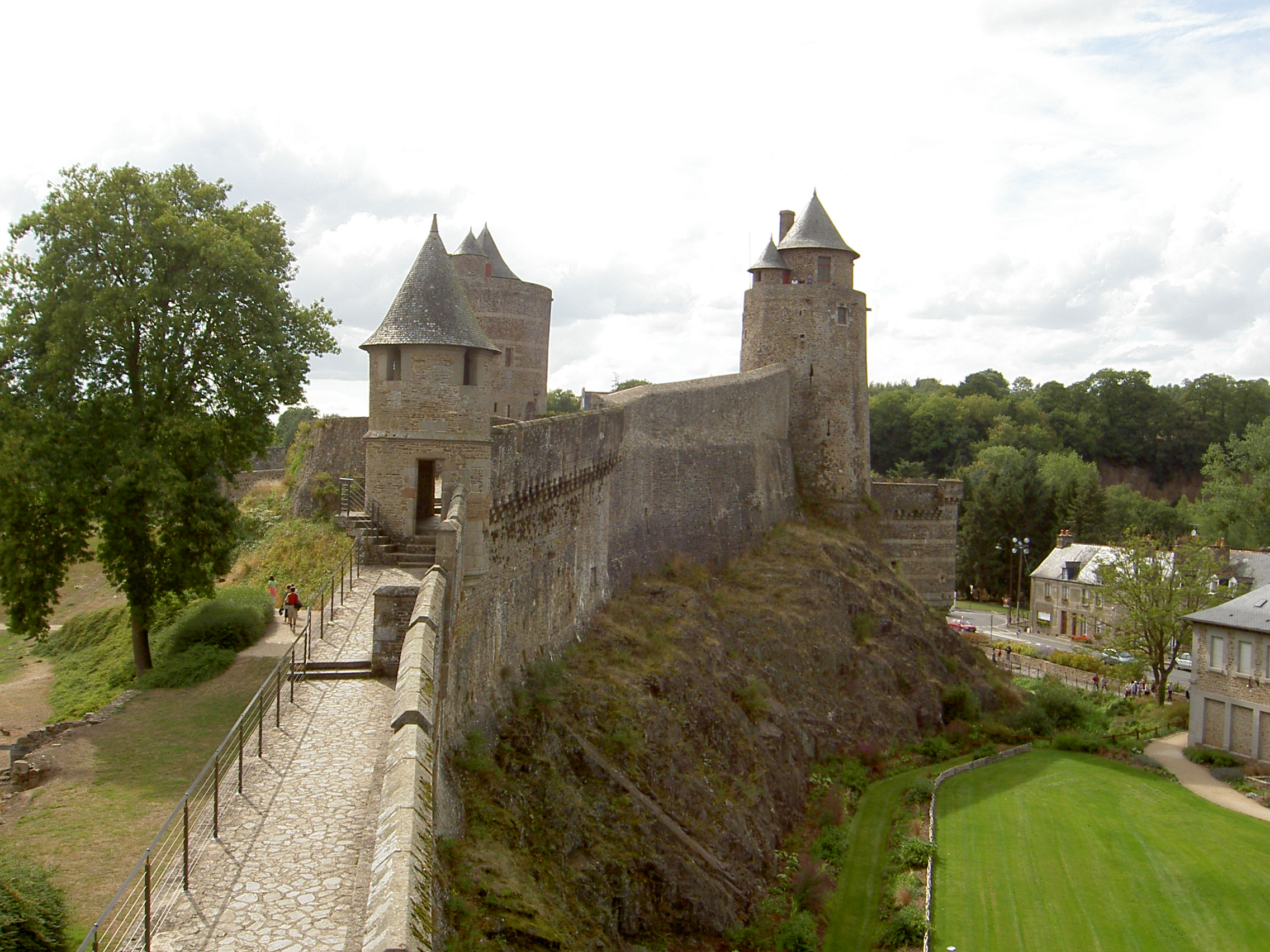
Château de Fougères (remparts nord) : tours de Guibé, Mélusine et du Gobelin, poterne d'Amboise.

## Biographie

### Famille
Jeanne est l'unique enfant survivant de Raoul III (1212-24 mars 1256), seigneur de Fougères, de Porhoët,,,,,, et d'Isabelle de Craon,,. Elle a un frère aîné, Jean, qui décède le jour de sa naissance : le 6 décembre 1230,. Par ce fait, Jeanne devint la plus riche héritière du duché de Bretagne.
Ses grands-parents paternels sont Geoffroy de Fougères (♰ 1212), seigneur de Fougères, et Mathilde de Porhoët (♰ 1234),. Ses grands-parents maternels sont Amaury Ier de Craon (v. 1180-1226), et Jeanne des Roches (1195-1238), fille de Guillaume des Roches, sénéchal d'Anjou, et de Marguerite de Sablé.

#### Anthroponyme
Jeanne porte le prénom de sa grand-mère maternelle, Jeanne des Roches (1195-1238), dame de Sablé.

### Règne
À la mort de son père, survenue le 24 février 1256, elle prend le titre de dame de Fougères. La même année, elle ordonne l'expansion du château de Fougères, faisant ajouter les tours de guet de Mélusine et du Gobelin, ainsi qu'un renforcement des remparts et des portes.

### Veuvage et régence
Peu après le 25 août 1270, Jeanne devient veuve lorsque son mari, Hugues XII, décède de la dysenterie à Carthage lors de la huitième croisade, où il avait accompagné Louis IX. Jeanne est reconnue tutrice de ses enfants mineurs dès avril 1273,,.

### Testament, décès et sépulture

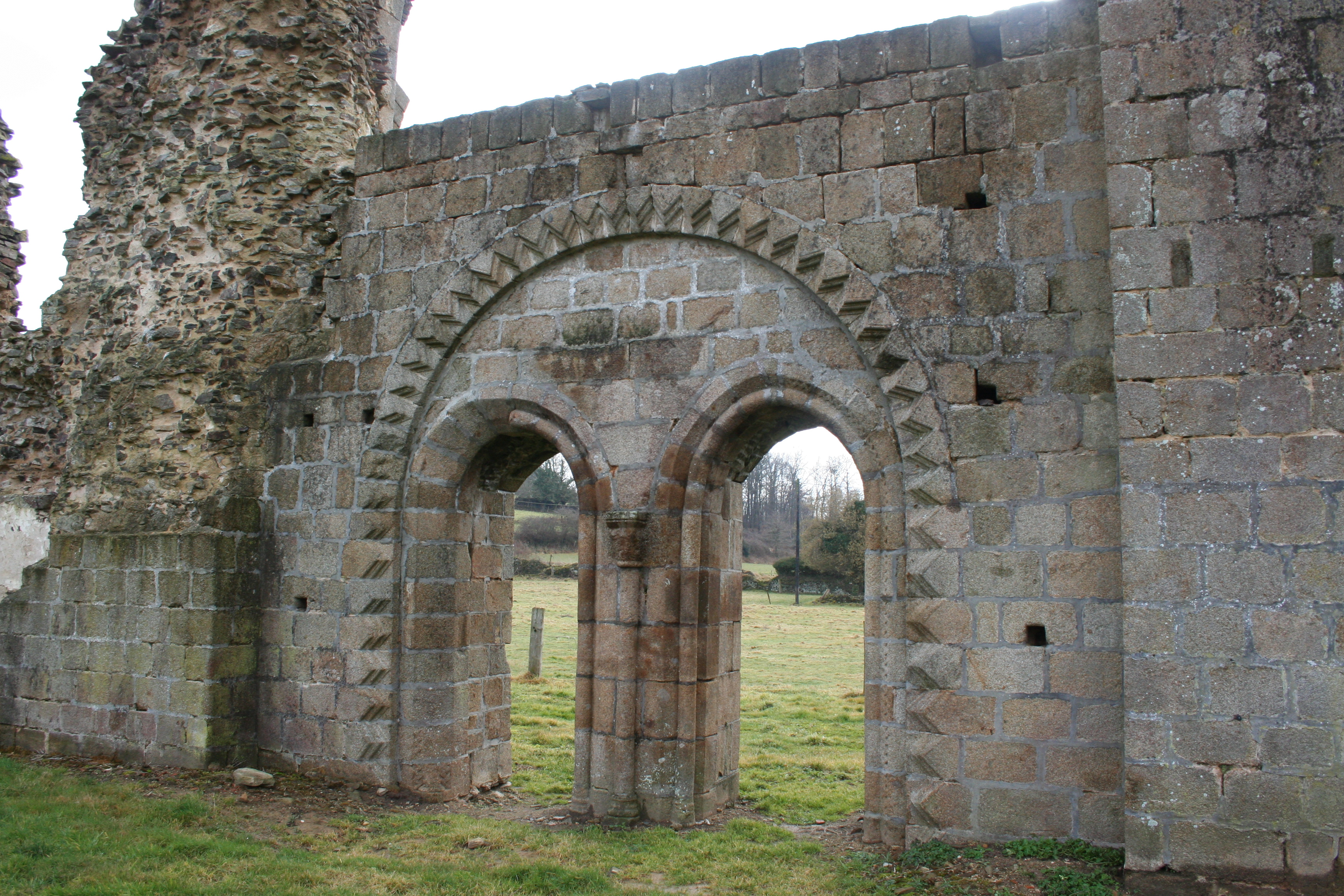
Vue des ruines de l'Abbaye de Savigny : porche d'accès entre le cloitre et l'extérieur entre le dortoir et le réfectoire.

Jeanne, enceinte de son fils Guy, fait son testament le 20 mai 1269 à Touvre,,. De juin 1272 à l'année suivante, elle souscrit à trois actes,, et décède à une date inconnue. Jeanne de Fougères a dû être enterrée à l'abbaye de Savigny, comme énoncé dans son testament.

## Mariage et descendance

### HuguesXIIde Lusignan
Jeanne épousa le 29 janvier 1254 Hugues XII de Lusignan (av. 1241-ap. 25 août 1270), comte de la Marche et d'Angoulême (1250–1270), fils aîné d'Hugues XI le Brun (v. 1221-1250), seigneur de Lusignan, comte de la Marche et d'Angoulême, et de son épouse Yolande de Bretagne (1218-1272), comtesse de Penthièvre,.
La cérémonie se déroula dans le château de Fougères et fut célébrée par l’abbé de Savigny, Étienne. Le mariage fut enregistré le 4 février 1254.

### Descendance
Jeanne de Fougères et Hugues XII de Lusignan ont sept enfants ; dont six sont connus :
- Yolande de Lusignan (24 mars 1257-av. 12 oct. 1314), comtesse usufruitière de la Marche et d'Angoulême (1308-1314), dame de Lusignan, Fougères et Porhoët (1308-1314). Elle épouse en premières noces Hélie Ier Rudel (av. 1260-1290), seigneur de Pons et Bergerac ; puis en secondes noces Robert de Matha, seigneur de Mornac.
- Hugues XIII le Brun (25 juin 1259-nov. 1303), seigneur de Lusignan, comte de la Marche, d'Angoulême, seigneur de Fougères et de Porhoët (1270-1302). Il épouse Béatrix de Bourgogne (av. 1264-ap. juill. 1328), fille du duc Hugues IV de Bourgogne et de Béatrix de Champagne ; sans postérité.
- Inconnu (v. 1261-?) dont le nom ni la destinée ne sont connus (mort jeune).
- Jeanne de la Marche (v. 1263-5 déc. v. 1323), dame de Couhé et de Peyrat. Mariée en premières noces (ap. 1275) à Bernard Ezi IV d'Albret[36] (v. 1260-24 déc. 1280). Veuve, elle épouse en secondes noces, après 1280, Pierre de Joinville[37] (v. 1255-av. 1292), seigneur de Stanton Lacy. Jeanne et Pierre sont les parents de :
  - Jeanne de Joinville (1286-1308), épouse de Roger Mortimer (1287-1330), comte de March.
- Marie de la Marche (v. 1265-ap.1312), épouse en 1279 un seigneur anglais, Jean seigneur de Vescy (1244-10 fév. 1289), dont elle semble se séparer[38]. À la fin de l'année 1288, elle devient comtesse de Sancerre par son second mariage avec Étienne II de Sancerre (ap.1259-1303/06), seigneur de Charenton. Sans postérité de ses deux unions.
- Isabelle de la Marche (v. 1267-9 mars 1323), moniale à l'abbaye royale de Fontevraud[39].
- Guy Ier de Lusignan (v. 1269-nov. 1308), seigneur d'Archiac, surnommé parfois Guyard. À la mort de son frère, Hugues XIII le Brun (♰ 1303), il devient seigneur de Lusignan, comte de la Marche, d'Angoulême, seigneur de Fougères et de Porhoët (1303-1308) et prend le patronyme de Lusignan dans les actes. Il décède de maladie et est inhumé dans l'église des Jacobins de Poitiers. Sans union ni postérité connue.

## Sceau
Aucune empreinte du sceau de Jeanne de Fougères n'a été conservée.

## Sources et bibliographie

### Sources diplomatiques
- Le Cartulaire de la seigneurie de Fougères, connu sous le nom de Cartulaire d'Alençon, éd. Jacques Aubergé, Rennes, Oberthur, 1913. [lire en ligne]

### Sources narratives
- « E Chronico Savigniacensi », Recueil des historiens des Gaules et de la France, éd. Natalis de Wailly, Léopold Delisle et Charles Jourdain, t. XXIII, Paris, H. Welter, 1894, p. 584-587. [lire en ligne]